# 黒田和生
黒田 和生（くろだ かずお、1949年3月8日 - ）は、岡山県倉敷市出身の元サッカー選手、サッカー指導者。

## 来歴
倉敷市立東中学校の在学中は野球部に所属したが、有数の名門校であった同校の練習はスパルタ式であったと後に語っている。そのこともあって岡山県立倉敷青陵高校に入学後は中学時代と違うスポーツをやろうと考えてサッカー部に入部した。
1967年、東京教育大学（現在の筑波大学）に進学して蹴球部に入部。大学2年および3年次には関東大学サッカーリーグ戦で連覇を経験。4年次には副主将を務めた。
大学4年次の就職活動で一時は新日本製鐵から内定を得ていたものの取り消し。その後、教授で蹴球部監督も務めた成田十次郎の紹介により神戸フットボールクラブ（神戸FC）に職員として入社。スクールでの指導の他、兵庫県サッカー協会での業務などに携わった。
1984年、同年に開学した滝川第二高校の教諭になると共に同校サッカー部の監督に就任した。就任から3年目の1987年1月に開催された全国高校サッカー選手権大会に初出場。1998年の第77回大会でベスト4に進出、2005年の高円宮杯全日本ユース選手権大会で優勝するなど全国有数の強豪校に育て上げ、2007年3月に同校を退職するまで監督を務めた。
2007年4月、ヴィッセル神戸の普及育成事業本部長に就任。2009年2月よりユース（U-18）の監督も務め、2012年1月に契約満了により退任した。
2012年よりチャイニーズタイペイ協会のユース育成統括およびチャイニーズタイペイU-13・18代表の監督に就任。2016年11月、チャイニーズタイペイA代表監督就任。

## 選手歴
- 1964-1966 岡山県立倉敷青陵高校
- 1967-1970 東京教育大学

## 指導歴
- 1971-1984　神戸FC：コーチ、監督を歴任
- 1984-2007　滝川第二高校：監督
- 2007-2011　ヴィッセル神戸
  - 2007.4-2008.1　普及育成事業本部長 [1]
  - 2008.2-2009.1　アカデミー事業本部長 [1]
  - 2009.2-2011.1　ユース（U-18）監督 [1]
  - 2011.2-2012.1　アカデミー事業副本部長 [1]
- 2012-2013 チャイニーズタイペイ協会：ユース育成統括 兼  チャイニーズタイペイU-13/ U-18代表 監督
- 2016.11-2017.8  チャイニーズタイペイ代表 監督

## 主な功績
滝川第二高校
- 全国高校サッカー選手権大会
  - 1998年 ベスト4
  - 2002年 ベスト4
  - 2003年 ベスト4
  - 2005年 ベスト8
- プリンスリーグ関西
  - 2003年 準優勝
  - 2004年 準優勝
  - 2005年 優勝

- FBSカップ高校サッカー大会
  - 2003年 優勝
- 高円宮杯全日本ユース選手権
  - 2003年 関西地区代表
  - 2004年 関西地区代表
  - 2005年 ベスト4
  - 2006年  優勝
- 全国高校総合体育大会
  - 1987年 ベスト4
  - 2004年 ベスト8

ヴィッセル神戸ユース
- プリンスリーグ関西
  - 2009年 優勝

## 著書
- 黒田和生『トモニイコウ』アートヴィレッジ、2008年4月30日。ISBN 4901053663。